# Lista conților și ducilor de Limburg

Blazonul ducilor de Limburg

Conții de Limburg au fost conducătorii inițiali ai Ducatului de Limburg și au devenit proeminenți atunci când unul din familia lor a fost numit și duce al Lotharingiei Inferioare.
Cu toate că Lorena le-a fost confiscată curând, titulatura ducală a fost menținută în cadrul familiei și transferată comitatului de Limburg, fapt care a fost până la urmă ratificat de către Sfântul Imperiu Roman. Ca urmare, ducii de Limburg au constituit una dintre ramurile de moștenitori ai teritoriului și ai titulaturii vechilor duci ai Lorenei Inferioare. După ocupația franceză din 1794, vechiul ducat austriac de Limburg a fost desființat, iar cea mai mare parte a fost absorbită în departamentul Ourthe (care a devenit provincia de Liège). Doar o mică parte din nordul său a devenit parte a departamentului Meuse-Inférieure și astfel a viitoarei provincii de Limburg, existente între 1815 și 1839 pe teritoriul actual al Belgiei și Olandei.
Titlul de "duce de Limburg" a fost readus la viață după întemeierea noului ducat de Limburg, existent în perioada 1839-1866, ca rezultat al tratatului de la Londra din 1839. Potrivit acestui tratat, ducatul (fără orașele Maastricht și Venlo), a fost atațat la Confederația Germană. După dispariția confederației, la 1866, Limburg ca ducat a încetat să mai existe și a fost pentru totdeauna încorporat în Regatul Olandei ca provincie.

## Conți de Limburg (1065–1119)

### Casa de Ardennes
- 1065–1082 : Waleran I (a primit Limburg prin soția sa Jutta, fiică a ducelui Frederic de Lotharingia)
- 1082–1119 : Henric I (fiul precedentului, de asemenea duce de Lotharingia)

## Duci de Limburg (1119–1794)

### Casa de Ardennes
- 1119–1139 : Waleran al II-lea (fiul precedentului, de asemenea duce de Lotharingia; a păstrat titlul ducal al tatălui său)
- 1139–1167 : Henric al II-lea (fiul precedentului, de asemenea conte de Arlon)
- 1167–1221 : Henric al III-lea (fiul precedentului, de asemenea conte de Arlon)
- 1221–1226 : Waleran al III-lea (fiul precedentului, de asemenea conte de Arlon și senior de Monjoie, precum și conte de Luxemburg)
- 1226–1247 : Henric al IV-lea (fiul precedentului, de asemenea conte de Berg și senior de Monjoie)
- 1247–1279 : Waleran al IV-lea (fiul precedentului)
- 1279–1283 : Ermengarda (fiica precedentului, căsătorită cu ducele Reginald I de Geldern)

Ducatul de Limburg a fost pierdut în 1288 în favoarea ducilor de Brabant, ca urmare a bătăliei de la Worringen.

### Casa de Leuven
- 1288–1294 : Ioan I (de asemenea duce de Brabant și de Lothier)
- 1294–1312 : Ioan al II-lea (fiul precedentului, de asemenea duce de Brabant și de Lothier)
- 1312–1355 : Ioan al III-lea (fiul precedentului, de asemenea duce de Brabant și de Lothier)
- 1355–1406 : Ioana (fiica anteriorului, căsătorită cu:)

### Casa de Valois
- 1406–1415 : Anton (nepot de frate al precedentei, de asemenea duce de Brabant și de Lothier)
- 1415–1427 : Ioan al IV-lea (fiul precedentului, de asemenea duce de Brabant și de Lothier, ca și conte de Olanda, de Zeelanda și de Hainaut)
- 1427–1430 : Filip I (fratele precedentului)
- 1430–1467 : Filip al II-lea (vărul precedentului, de asemenea duce de Burgundia)
- 1467–1477 : Carol I (fiul precedentului, de asemenea duce de Burgundia)
- 1477–1482 : Maria (fiica precedentului, de asemenea ducesă de Burgundia, căsătorită cu împăratul Maximilian de Habsburg, regent între 1482 și 1494)

### Casa de Habsburg
- 1494–1506 : Filip al III-lea (fiul precedentului)
- 1506–1555 : Carol al II-lea (fiul precedentului, de asemenea împărat romano-german și rege al Spaniei)

După abdicarea lui Carol Quintul, Cele Șaptesprezece Provincii au trecut în stăpânirea ramurii spaniole a Casei de Habsburg.
- 1555–1598 : Filip al IV-lea (fiul precedentului, de asemenea rege al Spaniei și al Portugaliei)
- 1598–1621 : Isabela (fiica precedentului, căsătorită cu Albert)
- 1621–1665 : Filip al V-lea (nepot de frate al precedentei, de asemenea Regatul Spaniei|rege al Spaniei și al Portugaliei)
- 1665–1700 : Carol al III-lea (fiul precedentului, de asemenea rege al Spaniei)
- 1700–1706 : Filip al VI-lea (vărul precedentului, de asemenea rege al Spaniei)

După moartea lui Filip al VI-lea, Cele Șaptesprezece Provincii au revenit ramurii austriece a Casei de Habsburg.
- 1706–1740 : Carol al IV-lea (vărul precedentului, de asemenea împărat romano-german)
- 1740–1780 : Maria Terezia (fiica precedentului)

### Casa de Habsburg-Lorena
- 1780–1789 : Iosif (fiul precedentei, de împărat romano-german)
- 1790–1792 : Leopold (fratele precedentului, de asemenea împărat romano-german)
- 1792–1794 : Francisc (fiul precedentului, de asemenea împărat romano-german și împărat al Austriei)

## Duci de Limburg (1839–1866)

### Casa de Orania-Nassau
- 1839–1840: Willem I (de asemenea rege al Olandei și Mare Duce de Luxemburg)
- 1840–1849: Willem al II-lea (de asemenea rege al Olandei și Mare Duce de Luxemburg)
- 1849–1866: Willem al III-lea (de asemenea rege al Olandei și Mare Duce de Luxemburg)